# باول فلمنج
باول فلمنج (بالإنجليزية: Paul Fleming)‏ (6 سبتمبر 1967 في المملكة المتحدة - ) هو لاعب كرة قدم بريطاني في مركز الدفاع. لعب مع نادي هاليفاكس تاون ونادي تشورلي ونادي مانسفيلد تاون.